# Catocala nymphaea
Catocala nymphaea — вид метеликів з родини еребід (Erebidae).

## Поширення
Поширений в Південній Європі, Північній Африці та Західній Азії на схід до Афганістану та Кашміру. Влітку бродяжні метелики трапляються північніше основного ареалу, включаючи й в Україні. Вид населяє переважно чагарникові ліси, діброви, гаї та інші світлі, теплі та сухі дубові ліси.

## Опис
Розмах крил становить 54–62 міліметри. Передні крила забарвлені в різні відтінки коричневого кольору, тому коли крила складені разом, як дах, вони майже не виділяються з кори дерева, на якій метелики вважають за краще відпочивати. На задніх крилах має велику жовту пляму.

## Спосіб життя
Метелики літають з червня по серпень залежно від місця розташування. Личинки живляться листям дуба Quercus ilex. Зимує на стадії яйця.

## Підвиди
- Catocala nymphaea nymphaea
- Catocala nymphaea kabuli (O. Bang-Haas, 1927) (Афганістан)
- Catocala nymphaea kashmirica (Warren, 1913) (Кашмір)
- Catocala nymphaea parigilensis (Kardakoff, 1937)